# Zollhaus (Blumberg)
Zollhaus ist ein Ortsteil der Stadt Blumberg im Schwarzwald-Baar-Kreis in Baden-Württemberg. Der Ort hat seinen Namen von der bis ins 20. Jahrhundert bestehenden Zollstation an der nahe gelegenen Grenze zur Schweiz. 

## Lage und Verkehrsanbindung

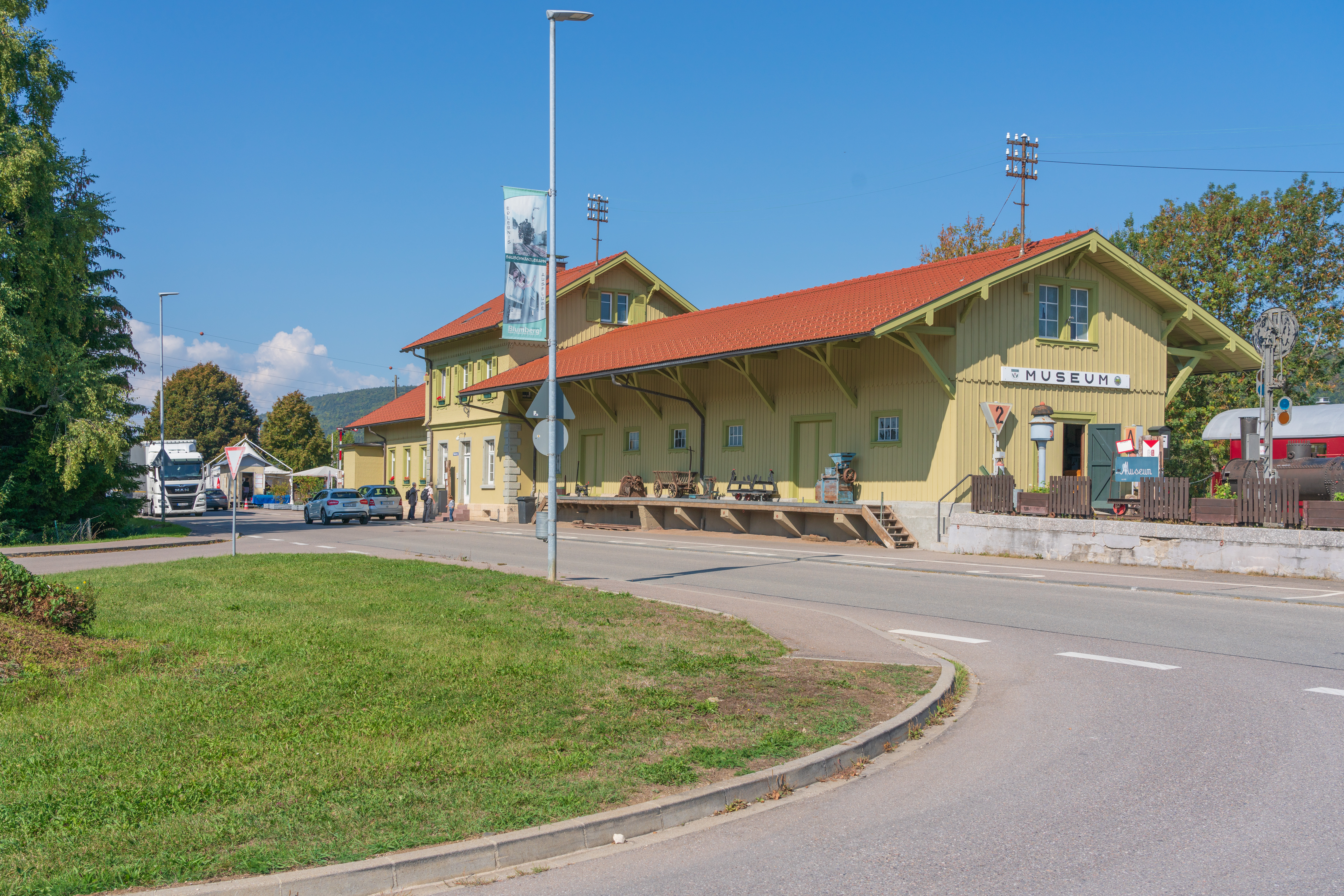
Bahnhof und Museum Blumberg-Zollhaus

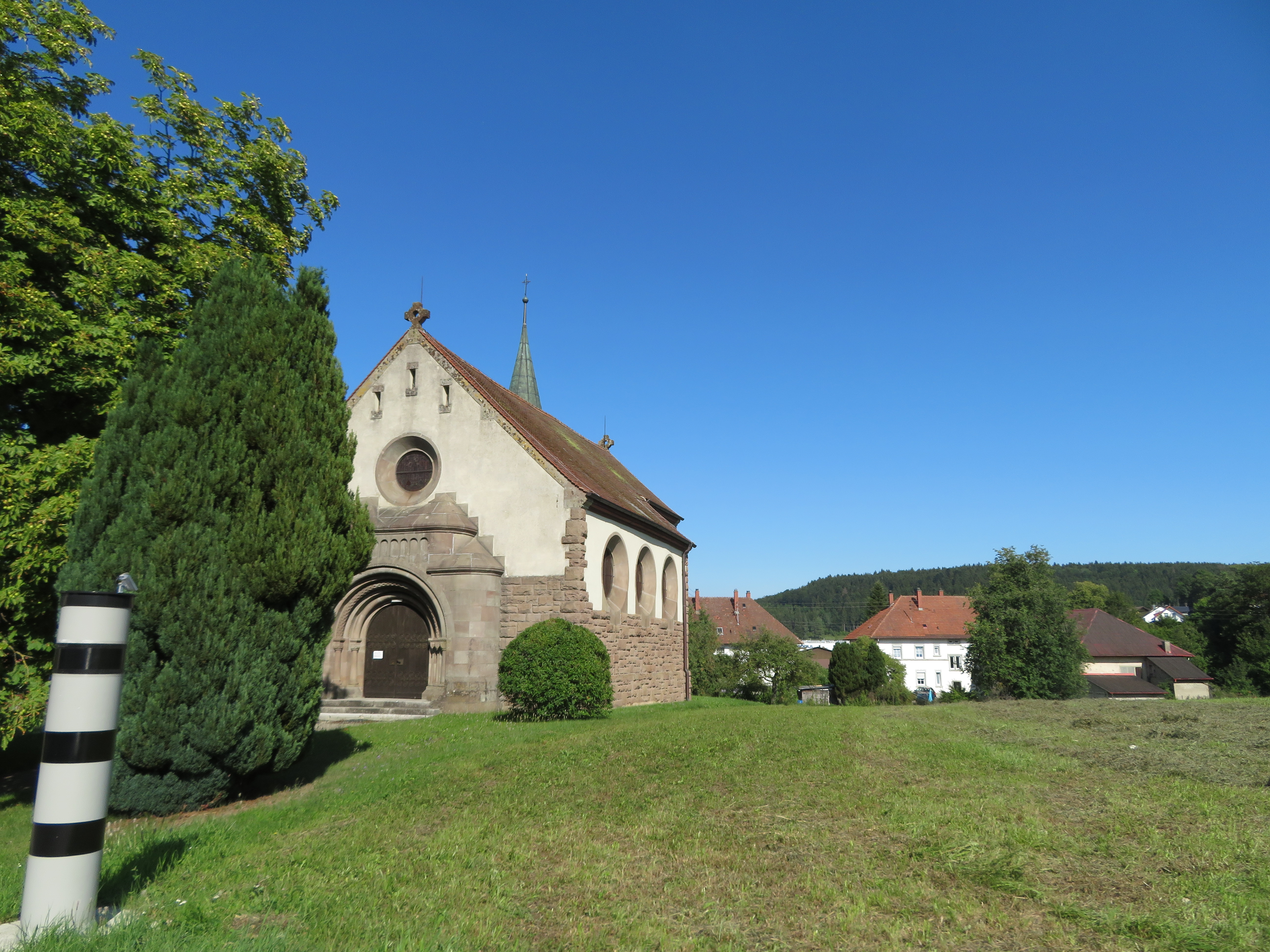
Kirche Mariä Heimsuchung

Zollhaus liegt unweit östlich der Kernstadt von Blumberg. Durch den Ort verläuft die B 27 und nördlich des Ortes die Landesstraße L 185. Nordöstlich von Zollhaus erstreckt sich das 76,4 ha große Naturschutzgebiet Zollhausried mit dem Gereutgraben. Am nördlichen Rand des Gebietes liegt der Flugplatz Blumberg, am nordöstlichen und östlichen Rand fließt die Aitrach. Der Bahnhof Blumberg-Zollhaus ist einer der Endpunkte der Museumsbahn Sauschwänzlebahn. Im ehemaligen Güterschuppen des Bahnhofs befindet sich ein Eisenbahnmuseum, das dieser historischen Bahnstrecke gewidmet ist.

## Persönlichkeiten
Sophie Scholl (1921–1943), Widerstandskämpferin gegen die NS-Herrschaft, leistete von Oktober 1941 bis April 1942 in einem Zollhauser Kindergarten als Erzieherin ihren – unfreiwilligen – Kriegshilfsdienst ab. In dieser Zeit besuchte sie öfter die 1908/09 auf Grund einer Stiftung errichtete kleine Filialkirche Mariä Heimsuchung und spielte dort auch auf dem Harmonium.